# Uomini a metà
Uomini a metà è il secondo e ultimo singolo ad essere estratto dall'album Aria di Gianna Nannini.

## Tracce
1. Uomini a metà
2. Stress da lupo
3. Epica